# Caecilia degenerata
Caecilia degenerata Dunn, 1942 è un anfibio della famiglia Caeciliidae.

## Distribuzione e habitat
La specie è endemica della Colombia, dove occupa vari habitat umidi, tropicali o subtropicali.